# 富士宮市立富士宮第二中学校
富士宮市立富士宮第二中学校（ふじのみやしりつ ふじのみやだいにちゅうがっこう）は、静岡県富士宮市に位置する公立中学校である。
略称は「宮ニ」

## 概要
- 昭和35年（1960年）9月に制定された校歌は、言語学者の金田一京助が作詞し、市川都志春が作曲を手がけた。二部合唱の形式が採用されているが校歌斉唱と呼ばれる[1]。
- 地域貢献活動の一環として、富士山本宮浅間大社のボランティア清掃を実施している。この活動は生徒会が中心となり、60年以上にわたり継続されている[2]。
- 県内の公立中学校で唯一、ユネスコスクールに加盟している[3][4][5]。

## 通学区域
木の花区、城山区、ひばりが丘区、常磐区、神田区、浅間区、高嶺区、宮本区、二の宮区、琴平区、三園平区、万野1区（4町内）。

## 指定避難所
木の花区、城山区

## アクセス
- 城山公園から徒歩1分
- 富士山本宮浅間大社から徒歩7分
- 富士特別支援学校富士宮分校から徒歩11分
- 富士宮北高校から徒歩13分
- JR身延線富士宮駅から徒歩15分
- 富士宮市役所から徒歩17分